# Monique Deschaussées
Monique Marie Simonne Deschaussées (Marsella, 22 de septiembre de 1928-Courbevoie-7 de marzo de 2022) fue una pianista, musicóloga y educadora musical francesa.

## Trayectoria
Estudió en el Conservatorio de Orléans y recibió el primer premio del Conservatorio tras su graduación. Realizó estudios superiores con Alfred Cortot y Edwin Fischer y luego trabajó como concertista y solista durante varios años. De 1969 a 1971 fue profesora de piano en la École Normale de Musique de París y de 1971 a 1977 en el Conservatoire Européen de Musique de París en la misma materia. Dirigió el departamento de piano del Nouvel Institut Musical International (NIMI) en Suiza. Impartió clases magistrales en todo el mundo y actuó como jurado en concursos internacionales de piano. Trabajó como profesora de música en España, Perú y Canadá, entre otros lugares. Su última grabación consistió en la Sonata en si bemol mayor de Franz Schubert, opus posthume D.960 y los Seis momentos musicales D.780.
Realizó estudios sobre el "camino creativo del pianista" (Recherches sur le cheminement créateur du pianist). Desarrolló una nueva pedagogía musical en la que incluyó todos los componentes del ser, ya fueran físicos, mentales, psicológicos o metafísicos, en la labor pedagógica. Lo describió en su obra Par la musique, deviens qui tu es (Conviértete en quien eres a través de la música). En este libro muestra que la música y la práctica musical tienen una influencia directa en el desarrollo de las personas en cuanto a su ser.

## Obra
- L’homme et le piano. Aubin, 1984 ISBN 978-2-85868090-0.
- Mit Erik Pigani: Musique et spiritualité. 1990 ISBN 978-2-844-54324-0
- La Musique et la vie. 1994 ISBN  2-84454324-3
- Par la musique, deviens qui tu es. Un itinéraire pédagogique, une voie de transcendance. 1999 ISBN 978-2-85076977-1